# Zdzisław Podkański
Zdzisław Zbigniew Podkański (n. 18 octombrie 1949, Guzówka⁠(d), Lublin County⁠(d), Lublin, Polonia – d. 18 februarie 2022, Lublin, Polonia) a fost un om politic polonez, membru al Parlamentului European în perioada 2004-2009 din partea Poloniei.